# Euderus set
Euderus set (лат.) — вид мелких хальцидоидных наездников рода Euderus из семейства Eulophidae. Эндемик США. Сверхпаразит орехотворок, который превращает свою жертву в затычку образованного ею галла и выходит затем сквозь её голову.
Вид назван в честь древнеегипетского бога хаоса и зла Сета.

## Распространение
Северная Америка, США (Джорджия, Луизиана, Миссисипи, Техас, Флорида).

## Описание

### Морфология

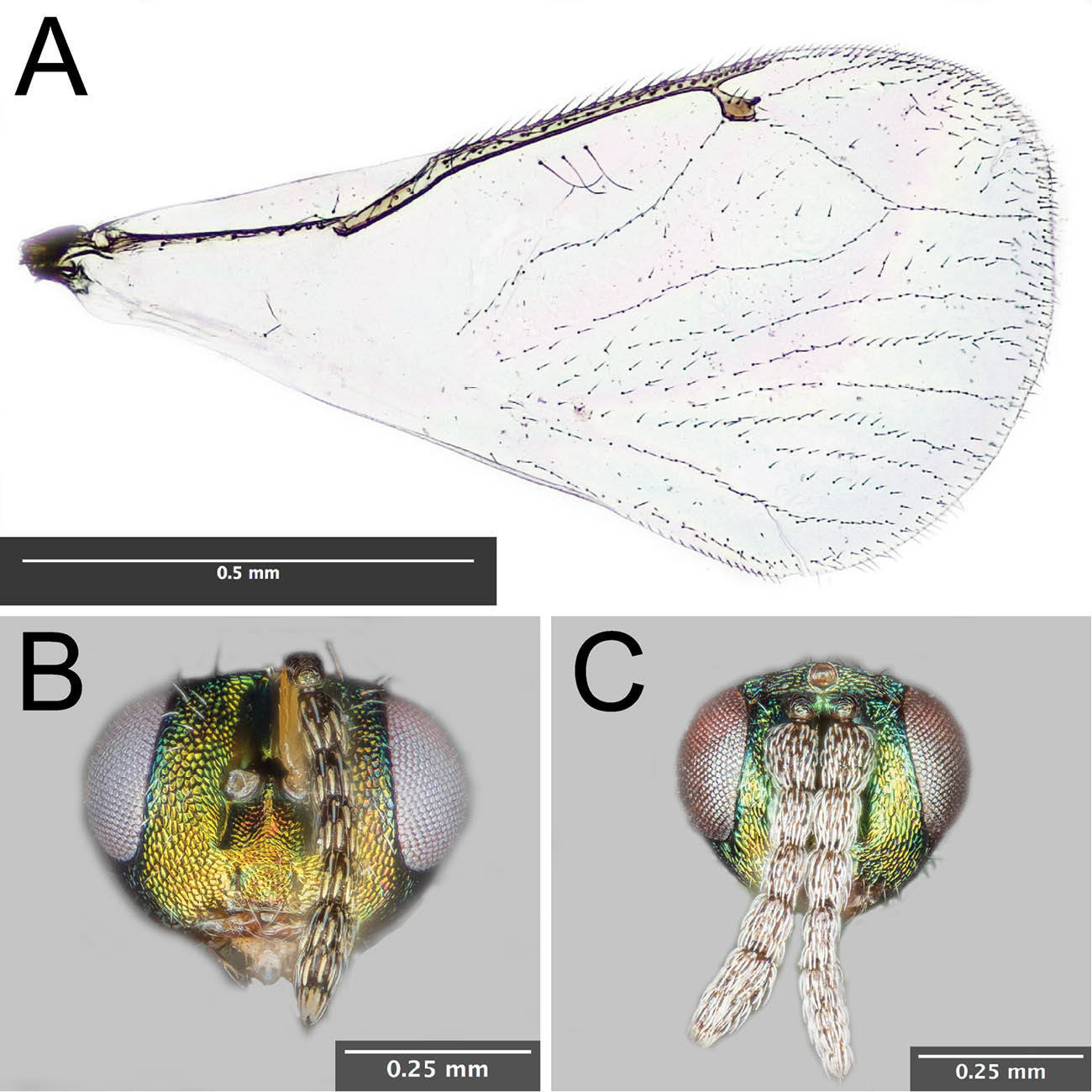
Жилкование крыла и головы самки (В) и самца (С)

Вид Euderus set назван в честь древнеегипетского бога хаоса и зла Сета из-за особенностей биологии

Мелкие наездники, длина самок — от 1,6 до 2,3 мм, длина самцов — от 1,2 до 1,6 мм. Голова, грудь и брюшко — зеленовато-голубые с бронзовым металлическим блеском, чем напоминают ос-блестянок. Скапус усика от белого до жёлтого. Бёдра и голени одноцветные с мезоскутумом, но светлее апикально; лапки белые, кроме тёмно-коричневых концевых члеников. Мандибулы с тремя зубцами. Клипеус короткий, субквадратный. Скапус усика в 3,5 раза длиннее своей ширины и равен 0,6 от длины глаз. Жгутик усика 9-члениковый: анеллюс — из двух сегментов, фуникл — четырёхчлениковый, булава — из трёх сегментов. Передние крылья широкие, заходят за вершину брюшка; несут три надмаргинальных волоска на левом крыле и четыре на правом; субмаргинальная жилка — с шестью дорзальными щетинками. Заднее крыло равно 0,8 от длины переднего крыла. От близких видов отличаются субмаргинальной жилкой крыла, несущей шесть дорзальных щетинок (у Euderus crawfordi их семь или восемь).

### Биология
Эктопаразитоиды и гиперпаразиты (сверхпаразиты, так как паразитируют на других паразитах). Обнаружены в галлах, вызванных орехотворкой Bassettia pallida Ashmead, 1896 на дубе (Quercus, подсекция Virentes: Quercus virginiana и Q. geminata). Euderus set паразитирует на галлообразующей дубовой орехотворке Bassettia pallida, манипулирует её развитием и заставляет её биохимическим путём выходить наружу галла ранее положенного срока. При этом орехотворка прогрызает слишком маленькое выходное отверстие и застревает в нём, словно пробка или затычка. Паразит, развивающийся и питающийся внутри хозяина (который вдвое крупнее), выходит сквозь голову застрявшей орехотворки. Предположительно, Euderus set откладывает своё яйцо не в личинку или куколку орехотворки, а через оболочку галла в уже взрослое насекомое (имаго). В галлах с преимагинальными стадиями развития (личинками и куколками орехотворки) самих гиперпаразитических наездников обнаружено не было.
Личинки E. set перезимовывают и окукливаются следующей весной. Точный механизм манипулирования поведением хозяина остаётся неизвестным.

## Систематика и этимология
Вид Euderus set был впервые описан в 2017 году американскими энтомологами Скоттом Иганом (Scott P. Egan, Университет Райса, Хьюстон, США) и его коллегами. Таксон Euderus set включён в состав рода Euderus Haliday, 1844, включающего более 70 видов в мировой фауне (13 в Европе) и в подсемейство Entiinae (=Euderinae).
E. set наиболее близок к видам Euderus crawfodii и E. multilineata, входящими в состав подрода Neoeuderus, которые также известны как специализированные паразитоиды орехотворок (Cynipidae).
Видовое название E. set происходит от имени древнеегипетского бога Сета (Сетх, егип. Stẖ). По словам Келли Винерсмит, одного из авторов открытия, «Сет был богом хаоса и зла, египтяне верили, что он контролирует других злых существ. Ещё он запер своего брата Осириса умирать в крипте — просто поразительно, сколько классных связей насекомого с мифом мы смогли найти».